# 中国人民解放军一级上将
中国人民解放军一级上将，是中国人民解放军的1988－1994年期间最高军衔。是1988年军衔制确定的最高军衔，1994年废止。
根据1988年《中国人民解放军军官军衔条例》规定，解放军上将军衔依军种划分，分别称一级上将、海军一级上将、空军一级上将。当时中国人民武装警察部队最高警衔为武警中将，故武警部队从未设置武警一级上将警衔。
1988年《军官军衔条例》未规定一级上将的职务等级编制军衔，仅规定“中央军事委员会主席、副主席的职务编制军衔，由全国人民代表大会常务委员会另行规定”。1994年全国人民代表大会常务委员会修改《中国人民解放军军官军衔条例》，废止一级上将军衔，规定“中央军事委员会主席不授予军衔。”截至废止时，中华人民共和国无人被授予此军衔。

## 历史
1988年9月23日，中华人民共和国国务院、中华人民共和国中央军事委员会颁布了《中国人民解放军现役士兵服役条例》。由此形成了中国人民解放军完整的军衔体系。此军衔制度于1988年10月1日正式实施。
当时公布的军衔制度不设元帅、大将和大尉，而以一级上将为最高军衔。军官军衔设3等11级，即一级上将、上将、中将、少将；大校、上校、中校、少校；上尉、中尉、少尉。海军、空军军官在军衔前分别冠以“海军”、“空军”。专业技术军官，在军衔前冠以“专业技术”。由于当时的中央军委高层包括中共中央军委主席邓小平、国家主席兼中央军委副主席杨尚昆等主动提出自己不受军衔，因此，一级上将空缺。 
1994年7月1日，中华人民共和国第八届全国人民代表大会常务委员会第七次会议对1988年制定的《中国人民解放军军官军衔条例》作了修改，取消了一级上将军衔，军官军衔由原来的3等11级改为3等10级。

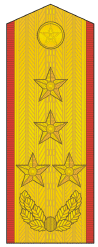
87式一级上将肩章
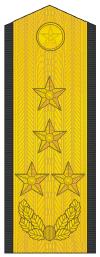
87式海军一级上将肩章
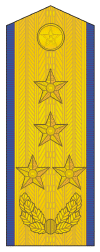
87式空军一级上将肩章